# Walter Kunerth

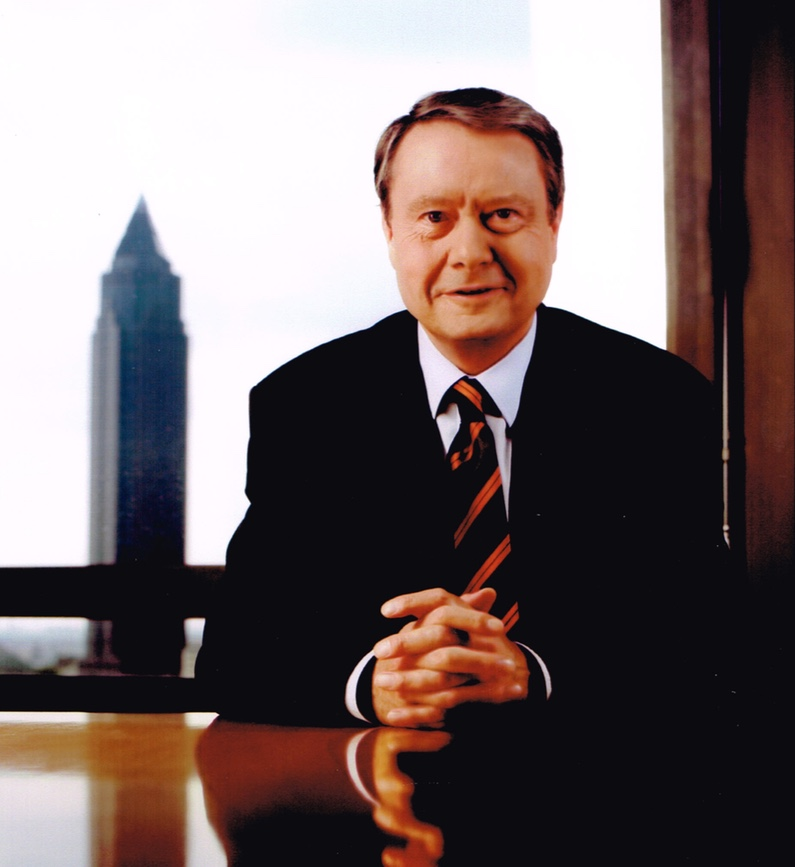
Walter Kunerth

Walter Kunerth (* 19. November 1940) ist ein deutscher Maschinenbauingenieur, Manager und Honorarprofessor der Universität Stuttgart.

## Leben
Kunerth studierte Maschinenbau an der Universität Stuttgart. Er war von 1966 bis 1976 am Fraunhofer-Institut für Produktionstechnik und Automatisierung (IPA) tätig. Er beschäftigte sich dort wissenschaftlich und in der Industrieberatung mit Fragen der Unternehmensorganisation. Ab 1973 war er Mitglied der Institutsleitung.
1974 promovierte er an der Universität Stuttgart bei Professor Warnecke mit der Arbeit, Beurteilung des Investitionsobjektes „EDV-gestütztes Fertigungssteuerungssystem“. An der Universität Stuttgart lehrte er auch von 1968 bis 1998, zuerst als Lehrbeauftragter, ab 1987 als Honorarprofessor.
1976 bis 1997 war er für Siemens tätig. Von 1984 bis 1987 war er Leiter des Geschäftsgebietes Automobilelektronik. Dieses steigerte in dieser Zeit den Umsatz von 40 auf 350 Millionen DM. Von 1988 bis 1993 war er Vorsitzender des Bereichsvorstandes Automobiltechnik. Dieser wuchs in dieser Zeit von 1,6 Milliarden auf 3,2 Milliarden DM und wurde 2007 für 11,4 Milliarden € an die Continental AG verkauft.
Ab 1992 war er Mitglied des Siemens-Vorstandes, ab 1993 Mitglied des Zentralvorstandes. In dieser Funktion war er verantwortlich für die Zentrale Forschung und die Zentrale Produktion und Logistik. Ferner betreute er die Bereiche Automobiltechnik, Antriebs-, Schalt- und Installationstechnik, Passive Bauelemente und Röhren sowie Elektromechanische Komponenten. Daneben war er verantwortlich für das weltweite Effizienzprogramm „TOP“ (Time Optimized Processes). Dieses führte zu einer Verbesserung der Kostenposition von Siemens um 30 Milliarden DM innerhalb von 4 Jahren. Kunerth war außerdem stellvertretender Vorsitzender des Senats der Fraunhofer-Gesellschaft, Mitglied des Senats der Helmholtz-Gemeinschaft und stellvertretender Vorsitzender des DIN-Präsidiums.
Ende 1997 schied Kunerth bei Siemens aus. Danach hatte Walter Kunerth verschiedene Aufsichtsratspositionen inne:
Aufsichtsratsvorsitzender bei:
- Basler Vision Technologies (1998–2004)
- Götz-Management-Holding (1998–2012)
- Suspa (1998–2003)
- Paragon (1998–2010)
- Gerotor ab 2014

Beiratsmitglied
- sematicon AG ab 2024

Mitglied des Aufsichtsrates:
- Gildemeister / DMG Mori Aktiengesellschaft (1998–2013)

Mitglied des Board of Directors:
- Autoliv Inc. (1998–2012)

Daneben war er Senior Advisor für Mergers an Akquisitions bei Lazard & Co. GmbH.
Heute lebt er in Regensburg und ist als Industrieberater tätig.

## Publikationen (Auswahl)
- Beurteilung des Investitionsobjekts „EDV-gestütztes Fertigungssteuerungssystem“. Ablauf der Investitionsbeurteilung und des Investitionsentscheidungsprozesses am Beispiel der Materialdisposition. [Diss.] Universität Stuttgart, 1974.
- Praxis der Sachnummerung. VDI-Verlag, Düsseldorf, 1974, ISBN 978-3-18-403050-6.
- mit Günter Werner: EDV-gerechte Verschlüsselung. Grundlagen u. Anwendung moderner Nummernsysteme. Forkel Verlag, Stuttgart/Wiesbaden, 1974, ISBN 978-3-7719-6090-2.
- Konzeption eines EDV-gestützten Fertigungssteuerungssystems. Techn.-organisator. Bestimmungsfaktoren und ihre Auswirkungen auf die Gestaltung der Hardware. Fachbericht aus dem Institut für Produktionstechnik und Automatisierung der Fraunhofer-Gesellschaft an der Universität Stuttgart, Beuth Verlag, Berlin/Köln, 1976, ISBN 978-3-410-37940-9.
- Investitionsbeurteilung von technisch-organisatorischen Informationssystemen. Krausskopf Verlag, Mainz, 1976, ISBN 978-3-7830-0109-9.
- Neue Produktionsstrukturen und Produktinnovation. In: Zeitschrift für wirtschaftlichen Fabrikbetrieb. Volume 90 Issue 10. Carl Hanser Verlag, München, 1995.
- Menschen Maschinen Märkte. Die Zukunft unserer Industrie sichern. Springer Verlag, März 2013, ISBN 978-3-642-93556-5.

## Ehrungen
- Ehrenprofessur der Universität Stuttgart[7]
- 1996: Matthäus-Runtinger-Medaille, Stadt Regensburg[8]